# Sbarramento di Runaz
Lo Sbarramento di Runaz (pron. fr. AFI: [ʁyna]), nel comune valdostano di Avise, è uno sbarramento arretrato, caposaldo del Gruppo Autonomi del X/b insieme allo sbarramento di Villanova Baltea e allo sbarramento di San Desiderio Terme. Fa parte del Sottosettore X/b Piccolo San Bernardo, nel X Settore di Copertura Baltea del Vallo alpino occidentale.
Esso si trova a Runaz, luogo strategico per la presenza della gola di Pierre-Taillée, già interessata da fortificazioni del 1691 e del 1704-1706.

## Storia

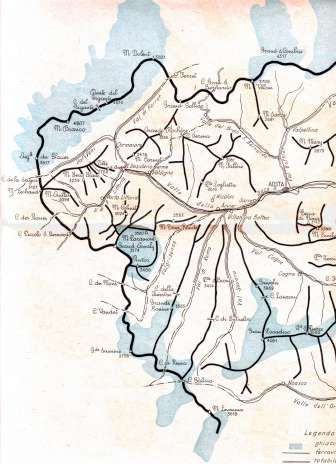
Dettaglio di una carta del Genio Militare con le direttrici militari delle Alpi occidentali

Nel periodo interbellico, verso la seconda metà degli anni Trenta del Novecento, a seguito della crisi politica del primo dopoguerra venne rafforzata la linea difensiva italiana lungo le Alpi. In Valle d'Aosta fu posta particolare attenzione al sistema difensivo lungo i valichi per la Francia: a supporto di questi vennero aggiunti degli sbarramenti arretrati nel fondovalle a Pré-Saint-Didier, Villeneuve e Avise per impedire l'avanzata di eventuali nemici verso Aosta e da lì fino alla Pianura Padana.
Nel maggio del 1940 lo sbarramento arretrato di Runaz si componeva di quattro opere di tipo 7000.
Con il trattato di pace del 1947 fu prevista la distruzione di numerose opere del vallo alpino ma, per ragioni economiche, molte di esse vennero disarmate e semplicemente abbandonate.

## Descrizione
Il caposaldo Runaz si compone dell'opera 206 bis e delle postazioni 205, 205 bis e 206.
Una postazione è facilmente visibile dalla statale 26 venendo da Runaz, appena usciti dal tunnel della Pierre-Taillée verso Derby, guardando indietro e sull'altro lato della gola, tra le rocce.